# Bosonoga produkcija
Bosonoga produkcija je produkcijska kuća sa sjedištem u Banjaluci, osnovana 2009. godine.

## Istorijat
Produkcija kuća je osnovana 2009. sa ciljem da stvara vrhunske produkcijske projekte, prvenstveno filmski i serijski program.
U 2019. godini Bosonoga produkcija se uselila savremen studijski prostor u sopstvenom vlasništvu.

## Projekti

### Hotel Balkan(TV serija)
„Hotel Balkan“ je prva telenovela „Bosonoga produkcije“ koja povezuje prostore Banjaluke, Beograda i čitave regije kroz modernu, melodramsku priču o jednoj uspešnoj porodici koja ima svoju budućnost, ali i prošlost.

### Kosti(TV serija)
„Kosti“ su drugi dio trilogije „Meso-Kosti-Koža“ i donose priču o ljudima koji žive u poslijeratnom haosu, sistemu u kojem su potpuno razorene i porodične i društvene i kulturne vrijednosti.

### Meso(dugometražni igrani film i TV serija)
„Meso“ je priča gorko-slatkog ukusa. Glavni junaci serije su Mirko i Slavko – ljudi čija imena asociraju na prošla vremena, ali koji se na svoje načine bore sa nedaćama vremena u kojem žive.

### Zduhač znači avantura(film)
Komedija, avantura i rock&roll road – sve to je film „Zduhač znači avantura“ koji prati grupu mladih ljudi tokom njihovog putovanja na banjalučki festival Demofest, dok ih balkanske magistrale vode nepredvidivim krivinima.

### Kostakurta (kratki igrani film)
„Kostakurta (Bajka o Satankrajini)“ je visokokvalitetna, nesvakidašnja i po mnogo čemu jedinstvena art drama, u režiji mladog režisera Saše Karanovića, istrgnuta iz ruralne svakodnevnice kakve nismo ni svjesni dok je ne pogledamo iz ovakvog, iščašenog i širokog ugla.

## Nagrade

### Film i serija „Meso“
- The Montreal World Film festival (takmičarksa selekcija „World Competition“)
- Festival filmskog scenarija, Vrnjačka Banja (osvojeno 3. mjesto – Nikola Pejaković)
- Filmski susreti, Niš (Igor Đorđević – specijalno priznanje Fipresci za najbolju mušku ulogu, Faketa Salihbegović Avdagić – specijalno priznanje za izuzetno glumačko ostvarenje, Marija Pikić – povelja za izuzetnu žensku ulogu)
- Festival mediteranskog i evropskog filma, Trebinje
- Sarajevo Film Festival (BH film)
- Mojkovac film festival – nagrada za najbolju žensku ulogu, Marija Pikić
- Tuzla film festival – nagrada Otto Englander za najbolji scenario, Nikola Pejaković
- Mostar film festival
- Festival srpskog filma u Čikagu
- European Film Challenge, Sarajevo
- SEEFF a Berlin – South East European film Festival – nagrada za najbolju mušku ulogu, Nikola Pejaković
- Festival int. du film policier de Liege
- Asocijacija snimatelja BiH – nagrada za najboljeg direktora fotografije u kategoriji igrana/TV serija, Saša Petković i Dragan Radetić
- Džada film festival, Podgorica

### Kratki film „Kostakurta – bajka o Satankrajini“
- Sarajevo film festival – nagrada za najbolji bh. studentski film i priznanje „Kisa Kes“, Saša Karanović
- Kustendorf – specijalno priznanje, Saša Karanović
- Festival srpskog filma fantastike – najbolji film iz zemalja bivše Jugoslavije

## Spoljašnje veze
- NOVE KLAPE U „HOTELU BALKAN“ Nastavlja se snimanje u filmskom studiju „Bosonoga produkcije“
- Počelo snimanje serije „Kosti“
- "Meso“ zatvara festival u Čikagu